# Corinne Quiggle
Corinne Quiggle (11 de mayo de 1997) es una deportista estadounidense que compite en voleibol, en la modalidad de playa. En los Juegos Panamericanos de 2023 obtuvo una medalla de bronce en el torneo femenino.

## Palmarés internacional
| Juegos Panamericanos | Juegos Panamericanos | Juegos Panamericanos | Juegos Panamericanos |
| Año                  | Lugar                | Medalla              | Pareja               |
| -------------------- | -------------------- | -------------------- | -------------------- |
| 2023                 | Santiago (Chile)     | Medalla de bronce    | Sarah Murphy         |